# Jakob Lass

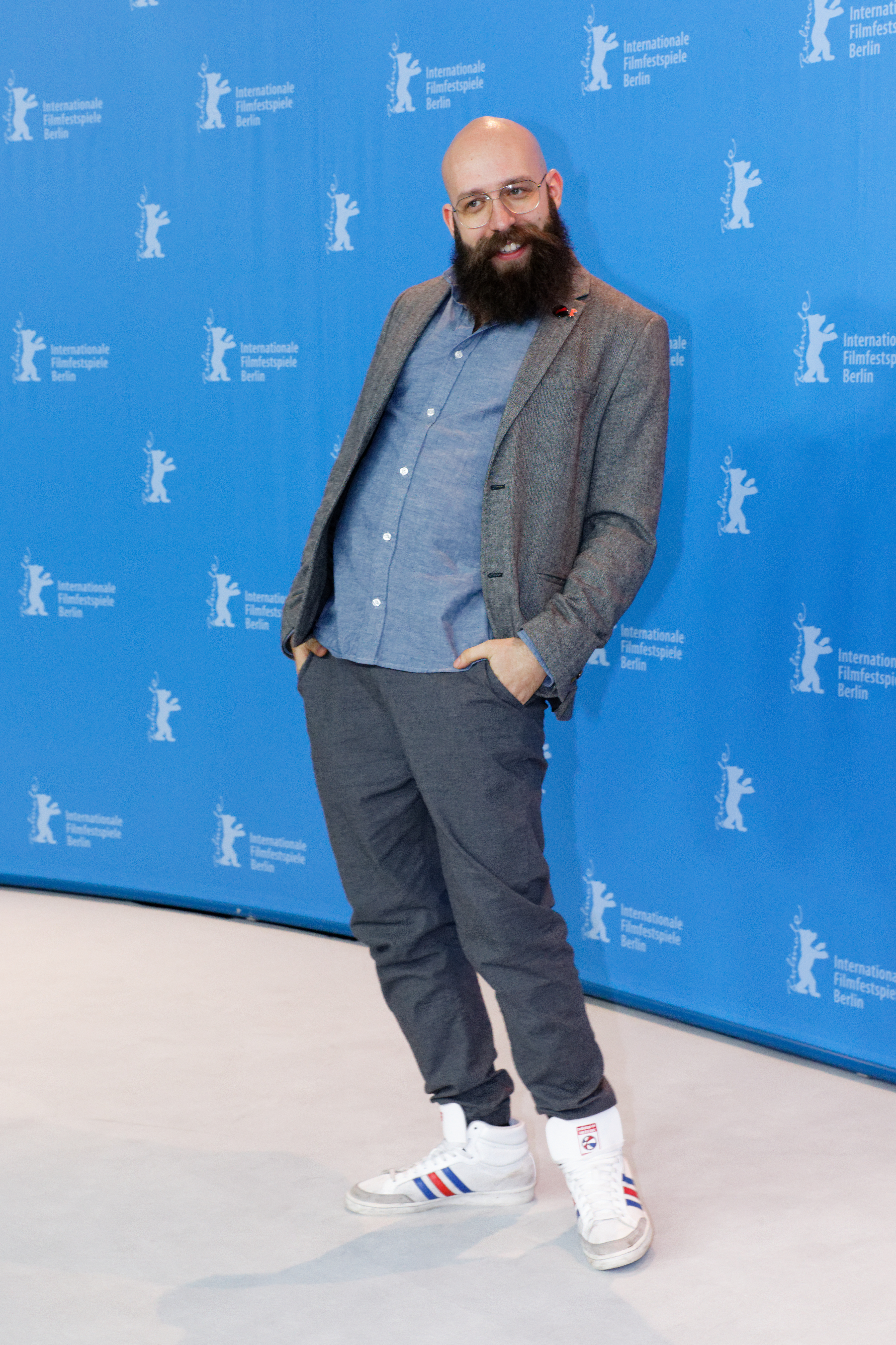
Jakob Lass bei der Premiere von Tiger Girl während der Berlinale 2017

Jakob Lass (* 1981 in München) ist ein deutscher Filmregisseur und Drehbuchautor. Seine zu großen Teilen improvisierten Filme werden der Strömung Berlin Flow beziehungsweise German Mumblecore zugeordnet. Jakob Lass’ Film Love Steaks gewann 2013 auf dem Filmfest München den Förderpreis Neues Deutsches Kino in allen vier Kategorien.

## Arbeitsweise
Jakob Lass arbeitet bewusst nur mit einem sehr reduzierten Drehbuch. Laut Lass kommt das „dramaturgische Skelett“ ohne geschriebene Dialoge aus. So soll der Dreh ein offener, inspirierter Prozess bleiben, der möglichst viel Raum für Improvisation und Unerwartetes lässt. Diese Technik soll ein besonders authentisches Schauspiel bewirken und es dem Team ermöglichen, flexibel auf Situationen zu reagieren. Der Regisseur orientiert sich dabei an Methoden des Dokumentarfilms und misst dem Schnitt als „skulpturierendem“, kreativem Prozess besondere Bedeutung bei.
Enge Teamarbeit spielt für diese Arbeitsweise eine besondere Rolle. Dafür entwickelten Lass und seine Mitstreiter eigens ein Regelwerk: FOGMA versucht, durch selbstauferlegte Regeln die eigene Kreativität zu fördern. Der Name lehnt sich ironisch an die dänische Bewegung Dogma 95 an.
Jakob Lass arbeitete häufig mit derselben „Crew“ zusammen, zu der die Schauspieler Lana Cooper und Franz Rogowski und der Kameramann Timon Schaeppi gehören.

## Werdegang
Als Teenager überredete Jakob Lass einen Freund, von dessen Erbe eine Kamera zu kaufen, und drehte gemeinsam mit seinem Bruder Tom Lass Experimentalfilme. Mit 17 Jahren beendete er die Schule und ließ sich zum Schauspieler ausbilden. Im Anschluss arbeitete er mehrere Jahre am Theater.
Nachdem er über vier Jahre von allen deutschen Filmhochschulen abgelehnt worden war, studierte Jakob Lass ab 2009 Regie an der renommierten Filmuniversität Babelsberg Konrad Wolf in Potsdam. Noch während des Studiums in der dortigen Medienstadt Babelsberg drehte er entgegen allen Vorgaben bereits seine ersten beiden Langfilme Frontalwatte und Love Steaks.
Der Film Love Steaks wurde zu großen Teilen improvisiert und erzählt eine Liebesgeschichte zwischen zwei Hotelangestellten. Neben drei Schauspielern treten im Film ausschließlich Mitarbeiter eines Hotels in Ahrenshoop an der Ostsee auf.
Obwohl er ohne Förderung und ohne Sender produziert worden war, wurde Love Steaks 2013 vom Filmfest München entdeckt und mit dem Förderpreis Neues Deutsches Kino in allen vier Kategorien ausgezeichnet. Im Anschluss gewann der Film 2014 den angesehenen Max-Ophüls-Preis und wurde in der Kategorie Bester Film für den Deutschen Filmpreis nominiert. Love Steaks wurde von der Kritik als Wegbereiter für einen neuen, jungen deutschen Kinostil gelobt. Gemeinsam mit den Produzenten Ines Schiller und Golo Schultz beschloss Jakob Lass, den Film 2014 selbst zu verleihen, und wollte Love Steaks zeitgleich im Kino und im Internet veröffentlichen. Obwohl die Kinos an den Erlösen aus dem Internet beteiligt werden sollten, wurde das Vorhaben unterbunden. Die Idee sowie das Verbot stießen eine kontroverse Debatte in der deutschen Filmbranche an.
Jakob Lass’ dritter Spielfilm Tiger Girl spielt im Milieu der Sicherheitsdienste und erzählt von der eskalierenden Freundschaft zweier junger Frauen. Der Film feierte auf der 67. Berlinale Premiere und war ab April 2017 in den deutschen Kinos zu sehen.
Seine Interpretation von Tino Hanekamps Roman So was von da erschien Ende 2017 und ist „… möglicherweise die erste improvisierte Adaption eines Romans aller Zeiten.“
Unter dem Label Lass Bros organisiert Jakob Lass gemeinsam mit seinem Bruder Tom Lass Veranstaltungen und Workshops für Filmschaffende, wie etwa das einmal jährlich stattfindende Nature Camp in Brandenburg.
Der Regisseur ist Mitglied der Deutschen Filmakademie und lebt und arbeitet in Berlin.

## Filmografie (Auswahl)
- 2007: Bademeister Paul (Kurzfilm)
- 2011: Frontalwatte
- 2013: Love Steaks
- 2017: Tiger Girl
- 2018: So was von da

## Auszeichnungen
- 2014: Max-Ophüls-Preis für Love Steaks[11]
- 2014: Nominierung für den Deutschen Filmpreis in der Kategorie Bester Film.[12]
- 2013: Förderpreis Neues Deutsches Kino in allen vier Kategorien für Love Steaks.[3]